# Кинеске заменице
Кинеске заменице (познате као 代词, dàicí) су генерално мање бројније него у српском језику.
На пример, није постојала разлика између „он“, „она“ и „оно“ пре контакта са западном цивилизацијом, оне и даље имају исти изговор у говорном кинеском језику, са изузетком повратне личне заменице. Заменице остају исте без обзоира да ли су субјекат или објекат у реченици.
Неки почасни изрази су постојали и настављају да постоје у језику, али кинески нема нивое поштовања као јапански језик.

## Личне заменице
Постоји седам основних заменица у мандаринском кинеском језику:
|       |             |             |           |           |                |                |                |                |
| Лице  | Једнина     | Једнина     | Једнина   | Једнина   | Множина*       | Множина*       | Множина*       | Множина*       |
| Прво  | 我 wǒ ја    | 我 wǒ ја    | 我 wǒ ја  | 我 wǒ ја  | искључиво      | искључиво      | укључиво†      | укључиво†      |
| Прво  | 我 wǒ ја    | 我 wǒ ја    | 我 wǒ ја  | 我 wǒ ја  | 我们 wǒmen ми  | 我们 wǒmen ми  | 咱们 zánmen ми | 咱们 zánmen ми |
| Друго | неформалано | неформалано | учтиво    | учтиво    | 你们 nǐmen ви  | 你们 nǐmen ви  | 你们 nǐmen ви  | 你们 nǐmen ви  |
| Друго | 你 nǐ ти    | 你 nǐ ти    | 您 nín ти | 您 nín ти | 你们 nǐmen ви  | 你们 nǐmen ви  | 你们 nǐmen ви  | 你们 nǐmen ви  |
| Треће | мушки       | женски      | женски    | средњи    | мушки          | женски         | женски         | средњи         |
| Треће | 他 tā он    | 她 tā она   | 她 tā она | 它 tā оно | 他们 tāmen они | 她们 tāmen оне | 她们 tāmen оне | 它们 tāmen она |

* Слово да означи множину је 們) (men) у традиционалном кинеском писму.
† Користило се да означи ‘ти и ја’ (две особе) само; у свим осталим случајевима се користи wǒmen. Овај облик се више не користи ван Пекинга (види доле).
Некад у кинеском језику није постојала разлика између различитих родова за замјенице у другом и трећем лицу, и у говорном језику они се нису разликовали.
Посебни знакови су створени у сусрету са западом и њихових родним замјеницама. (Није необично да изворни кинески говорници не разликују између „он“ и „она“ у страним језицима.)
Покушаји да се уведе разговетни различити облик за ‘она’ (yī) и ‘оно’ (tuō), у првој половини 20. века били су неуспешни.
Разлика између 你 и 妳 се не одражава увек у писању, али разлика између 他 и 她 се одражава. 牠 би требало да се користи за именице које се односе на животиње (уочите кључ 牛, што значи Во) и 它 за неживе предмете, али ова разлика је понекад нејасна. У упрошћеном кинеском писму, 妳 и 牠 су оба застарела.
Заменице за множину се стварају једноставним додатком 们 (упрошћено) / 們 (традиционално) mén на крај сваке заменице; тако, 你们, 我们, 咱们, 他/她/牠/它们 или 你們, 我們, 他/她/牠/它們 би значило „ви“, „ми“ и „они“, тим редом.
Заменица 您 nín се користи као формална верзија другом лицу, али нема женску варијанту, и не користи се у множини.
Заменице 俺 и 偶 се често користе у мандаринском кинеском да означавају „ја“. Оне су дијалекталног порекла, некада говорени у типичним сеоским срединама. Међутим, њихове употребе добијају популарност међу младим, нарочито у електронској комуникацији.
Постоји много више заменица у класичном кинеском језику и књижевним делима, укључујући 汝 (rǔ) или 爾 (ěr) за „ви“, и 吾 (wú) за „ја“ (види чланак кинески почасни изрази за више информација). Горенаведене заменице су најчешће у говору.

## Присвојне заменице
Да се назначи поседовање 的 (de) је додат на крају заменице. У литератури или у неким дневним изразима (посебно оне о породици или концепата у непосредној близини власника) ово је често изостављено, нпр. 我妈/我媽 (wǒ mā); је синоним за 我的妈妈/我的媽媽 (wǒ de māmā, „моја мајка“). За старије генерације 令 (ling) је једнак савременом облику 您的 (ninde), као у 令尊 (lingzun) „ваш отац.“ У књижевним стилу, 其 (qí) понекад се користи за „његов“ или „њен“, на пример: 其父 значи „његов отац“ или „њен отац“.

## Повратна лична заменица
Личне заменице у једнини (за људе) може се направити повратне додавањем 自己 (zìjǐ), „ја лично“.

## Заменице у царским временима и само-преклињавања
На царским временима, заменица за „ја“ је често изостављена у уљудном говору или са неким које има већи друштвени положај. Заменица „ја“ је обично замењена са посебним заменицима која се ослује у одређеним ситуацијама. Примери укључују 寡人 (guǎrén) у времену почетне кинеске историје и 朕 (zhèn) након Ћин династије кад цар Кине говори са његовим субјектима. Када субјекти говоре са царом, они се обраћају са 臣 (chén), или „ваш службеник“. Врло је неуљудно и табу да се обраћају према цару као „ви“ или да се обраћају себи као „ја“.
У савременом времену, у пракси само-преклињање се још увек користи. У резумеима, реч 贵/貴 (guì; буквално племенит) користи се за „ви“ и „ваше“, на пример, 贵公司/貴公司 се односи на „ваше предузеће“. 本人 (běn rén; буквално ова особа) се користи кад се односи на себе.

## Укључујуће и искључујуће заменице првог лица у множини
У кинеском, за прво лице у множини обично постоје две врсте, укључујуће и искључујуће ‘ми’ (појам: инклузивна и ексклузивна заменица):
- 咱们 / 咱們 zánmen — укључујуће (тј. „ти и ја“, „ми, укључујући и вас“)
- 我们 / 我們 wǒmen — искључујуће (тј. „ми, без тебе“).

Ова разлика се често не одржава међу многим говорницима изван регије Пекинга, тенденција је да се уопшти кориштење 我们 / 我們.